# 김익중
김익중(1960년 ~ )은 대한민국의 의학자이다. 2014년 현재 의과대학 교수이자 탈핵 운동가이다. 강의 기록을 일목요연하게 정리하여 엮은 책 《한국탈핵》이 '2014 울산 북구의 책'으로 선정되었다.

## 고향
- 전라남도 광주

## 학력
- 서울대학교 의학과 졸업

## 경력
- 2009년: 경주환경운동연합 상임의장
- 2011년: 탈핵에너지교수모임 집행위원회 위원장
- 2013년 8월 ~: 원자력안전위원회 비상임위원, 동국대학교 의과대학 미생물학교실 교수, 반핵의사회 운영위원장

## 소속
- 동국대학교 의과대학 교수
- 원자력안전위원회 위원

## 저서
- 《한국탈핵》. 한티재. 2013년. ISBN 9788997090204

### 공저
- 김종철 외. 《탈핵 학교》. 반비. 2014년. ISBN 9788983716569
- 최열 외. 《10대와 통하는 탈핵 이야기》. 철수와영희. 2014년. ISBN 9788993463507
- 정갑수 외. 방사능 시대를 살아가는 엄마들에게. 2015년. ISBN 9788992985505
- 박정훈 외. 말이되는 소리하네 우리시대에 필요한 다섯가지 어젠다, 2017년. ISBN 9788997917075